# Галичский краеведческий музей
Галичский краеведческий музей — музей исторического профиля, посвящённый истории города Галич в Костромской области. Является филиалом Костромского государственного историко-архитектурного и художественного музея-заповедника.

## История музея
Открыт 12 марта 1922 года как музей местного края по инициативе Галичского отделения Костромского научного общества. Большой вклад в создание музея внёс местный краевед, педагог, заведующий Галичской городской центральной библиотекой Иван Васильевич Яблоков (?—1924). Основой коллекций музея стали предметы из дворянских усадеб, собранные И. В. Яблоковым. В 1920-е годы фонды музея пополнялись также за счёт поступлений из церквей и монастырей, учреждений и частных лиц, экспонатами выставки «10 лет Октября в Галичском уезде» (1927).
Музей разместился на втором этаже двухэтажного здания, построенного в 1914 году. До революции здание принадлежало городскому голове, купцу Ивану Михайловичу Нешпанову. В 1919 году в здании выступал А. В. Луначарский, направленный в Костромскую губернию в качестве представителя ЦК партии и Советского правительства для оказания помощи местным организациям в мобилизации на борьбу с Колчаком.
При отсутствии средств и сотрудников, музей несколько раз закрывали, перевозили в разные помещения, что препятствовало его полноценной работе. 1 октября 1922 года музей получил две комнаты деревянного здания во дворе городской школы.
С 15 октября 1922 года при музее была организована библиотека, содержавшая около 2 500 томов изданий конца XVII — первой половины XIX века. К 1929 году в музее существовали отделы: истории города, художественный, историко-бытовой, этнографический, древнерусского искусства, естественно-исторический, доисторический, историко-революционный, промышленно-экономический.
С октября 1926 года музей начал финансироваться галичским УИКом, благодаря чему его работа активизировалась. 1 ноября 1927 года музей открылся
в новом здании на улице Свободы, 18, однако в 1930 году снова переехал в более обширное помещение второго этажа бывшего особняка купца И. М. Нешпанова.
По решению исполкома Костромского областного совета депутатов трудящихся 12 сентября 1977 года Галичский музей вошёл в состав Костромского государственного объединённого историко-архитектурного музея-заповедника.
В 1984 году музею было передано здание церкви Богоявления, где планировалось развернуть экспозицию по истории края до 1917 года. В 2002 году храм передали верующим, а музею были предоставлены, наконец, оба этажа дома бывшего дома купца И. М. Нешпанова.

## Музей сегодня

Фрагмент экспозиции музея. 2007.

Собрание музея насчитывает более 15 тысяч предметов, среди которых коллекции: традиционной одежды XVIII—XIX веков, старинной посуды и кухонной утвари, гончарных изделий работы местных мастеров, изделий из дерева, а также документов и фотоматериалов с видами Галича. Предмет особой гордости музея — коллекция шитых картин и картин местных живописцев XVIII—XIX веков.
В музее работает постоянная экспозиция, которая включает: археологический зал «Территория Галичской земли в глубокой древности», где можно увидеть орудия труда древнего человека и предметы знаменитого и таинственного «Галичского клада»; 
исторический зал, где размещён макет древнего города Галич, экспонируются облачение и вооружение воина–защитника, старинные монеты и картины; этнографический зал с экспозицией «Рыбная Слобода: обычаи и нравы», где представлены царские грамоты XVI-XVII веков, предметы быта и промысла галичских рыбарей. Отдельного внимания достойны экспозиция «Очарование дней минувших. Мужской кабинет» и выставка «Гуляй, Галичская ярмарка!».